# (16951) Carolus Quartus
(16951) Carolus Quartus est un astéroïde de la ceinture principale.

## Description
(16951) Carolus Quartus est un astéroïde de la ceinture principale. Il fut découvert le 19 mai 1998 à l'Observatoire d'Ondřejov par Petr Pravec. Il présente une orbite caractérisée par un demi-grand axe de 2,99 UA, une excentricité de 0,06 et une inclinaison de 11,1° par rapport à l'écliptique.

## Compléments